# 昌化镇 (杭州市)
昌化镇，中国浙江省杭州市临安区下辖的一个镇。原为杭州昌化县，今并入杭州市临安区。
武周万岁通天元年(696)析治武隆县，治昌化镇（今浙江杭州市临安区昌化镇，曾名武隆镇)。神龙元年(705)，更武隆县为唐山县。大历二年(767)，唐山县、紫溪县两县并入於潜县。长庆二年(821)复置唐山县，五代梁开平二年(908)，吴越国改唐山县为金昌县。后唐同光元年(923)复名唐山县。后晋天福七年(942)，改唐山县为横山县，寻改吴昌县。北宋太平兴国四年(979)，改吴昌县为昌化县。

## 辖区
该镇辖有：
昌化社区、东街村、西街村、孙家村、后营村、朱穴村、虞溪村、石铺村、双塔村、朱白村、白牛村、九龙村、联盟村、后葛村、上营村。